# Rode Ridder (Walewein)
De Rode Ridder is een romanpersonage uit het verhaal van Walewein en het zwevende schaakspel uit de 13e eeuw van Penninc en Pieter Vostaert. Met zijn drie makkers schaakt en pijnigt hij vrouwen, tot hij door Walewein dodelijk wordt verwond en berouw krijgt. Na zijn dood weet hij als geestverschijning Walewein en jonkvrouw Ysabele uit de gevangenis van koning Assentijn te bevrijden.
Als Walewein op avontuur om het zwevende schaakspel aan koning Arthur over te dragen bij koning Amoraen beland is, wordt hem gevraagd op zoek te gaan naar prinses Ysabele, de dochter van koning Assentijn. In ruil krijgt Walewein het machtige Zwaard-met-de-twee-ringen. Walewein vervolgt zijn pad en komt bij een rivier. Aan de overkant staat de Rode Ridder, met een rode banier, een rood schild en rood harnas op zijn grote paard. Aan zijn zijde is een jonkvrouw, in het groen gekleed, met lange, blonde vlechten, die echter in de war zijn geraakt, omdat de Rode Ridder er hard aan heeft getrokken. Haar kleren zijn door hem gescheurd en hij heeft in zijn hand een zweep met acht leren riemen, waarmee hij haar zelfs in het gezicht slaat. Ze jammert van pijn en roept Walewein om hulp. Die springt met zijn paard de rivier in en zet aan de overkant de achtervolging in. De Rode Ridder draait zich ten slotte naar Walewein om en ze breken elkaars lansen en strijden te voet verder. Dan heft Walewein zijn Zwaard-met-de-twee-ringen en klieft het hoofd van de Rode Ridder 'tot aan zijn tanden toe'. De Rode Ridder raakt bewusteloos en Walewein brengt hem water uit zijn eigen helm, knielt bij hem neer en sluit de hoofdwond met beide handen. De Rode Ridder komt weer bij en vraagt om vergeving, want hij heeft berouw van zijn zonden. Hij vertelt dat hij vanmorgen de broer van de jonkvrouw heeft vermoord en haarzelf ontvoerd en gemarteld. Al twintig jaar trekken de Rode Ridder en zijn drie kompanen er op uit om te schaken en te moorden. In de verte komen zij aan. Walewein ziet hun 'schilden, het leken wel sterren, van zilver en van goud'. De Rode Ridder vraagt de jonkvrouw om vergiffenis en biedt haar een strootje aan, dat zij aanneemt. Zij willigt zijn verzoek in, om genade te vinden voor de ziel van haar broer. De stervende ridder wenst nog dat er een mis voor hem gezongen wordt en dat hij op een kerkhof wordt begraven. Walewein vraagt op zijn beurt, dat de Rode Ridder belooft naar hem toe te zullen komen als hij hem ontbiedt. Dan neemt hij aarde van de grond onder zijn rechtervoet en doet het in de mond van de Rode Ridder, die daarna zijn laatste adem uitblaast.
De drie gezellen van de Rode Ridder arriveren met drie door hen geschaakte jonkvrouwen en beginnen de strijd met Walewein om hun dode vriend te wreken. Walewein doodt er twee, waarna ook de derde berouw krijgt en om genade vraagt. Walewein laat hem in leven op voorwaarde dat hij zijn leven betert en de vrouwen terugbrengt naar hun huis. Walewein brengt de jonkvrouw, die hij heeft verlost naar het kasteel van haar oom en na de avondmaaltijd neemt hij afscheid van haar en de kasteelheer. Hij schenkt haar de drie paarden van de valse ridders, maar wenst zelf niets dan een nieuwe speer en een schild aan te nemen en keert alléén voor middernacht terug op de plaats waar hij de Rode Ridder dood achterliet. Hij kon er 'een groot aantal heldere fakkels en stallampen' zien branden en hoorde 'uit veel monden Kyrie Eleison klinken. Toen verdween alles plotseling. 'Het is immers geen levend schepsel vergund de plaats waar God zelf wonderen verricht te naderen en zijn geheimen te aanschouwen (..)' Walewein trekt met zijn zwaard een cirkel rond het lichaam van de dode en ziet en hoort dan hoe duivels de lichamen van zijn twee gedode makkers met zich meevoeren. Als hij het daglicht ziet gloren tilt Walewein de Rode Ridder op zijn paard en brengt hem naar een kapel, waar een priester hem helpt bij de mis en begrafenis.
Walewein vervolgt zijn avontuur en vindt Ysabele, maar hij belandt met haar in de gevangenis van koning Assentijn, haar vader. Als alle hoop verloren lijkt, verschijnt daar de dode Rode Ridder. De ketenen worden spontaan verbroken en de geestverschijning van de Rode Ridder voert hen uit het kasteel en door de tunnel onder het vagevuur door, waarlangs Walewein gekomen was. De 'wijze, dode ridder' brengt Walewein en Ysabele tot de burcht van Roges de vos en vervolgens verlaat hij hen. 